# Grune
Grune est un village de l'Ardenne belge, sis à quelques kilomètres au nord de Nassogne dans la province de Luxembourg, en Belgique. Administrativement, il est rattaché à la commune de Nassogne (Région wallonne de Belgique). C'était une commune à part entière avant la fusion des communes de 1977.

## Étymologie
En 1371, Grune s'écrivait Grunes puis Grusne et encore Grunne. Il faut attendre l'an 1800 pour l'orthographe actuelle. En langue celtique, cela signifie Marais. Le village de Grune se situe sur la ceinture fagnarde ardennaise Fagne, qui s'étend du plateau des Hautes Fagnes jusqu'à la Fagne au nord de la France. On peut encore trouver des zones tourbeuses dans le massif forestier au sud du village, et autour du hameau de Mochamps, vers Saint-Hubert. D'après Tandel, une grunerie serait un endroit de marais où les grues se plaisent à séjourner. Il est aussi vrai les grues cendrées y font escale chaque année lors leur migration.
D'après Cornay, le nom de Grune trouve son origine dans le nom germanique Grüne qui signifie vert. Il est donc fort probable que par extension Grune veuille dire vert pâturage ou encore herbage. C'est cette dernière version que l'on retrouve dans le dictionnaire étymologique des communes de Belgique.

## Démographie
- Source : INS recensements population.

## Histoire
Commune du département de Sambre-et-Meuse lors de la période révolutionnaire française, elle fut transférée à la province de Luxembourg lors de sa création.

## Patrimoine et culture

### Patrimoine architectural et sites
- Le château de Grune, siège d'une ancienne seigneurie, date du XVIIe siècle.
- L’église Saint-Pierre
- Le bois de Grune est une grande zone forestière au sud-est du village dont les nombreuses sources et ruisseaux créent ou alimentent la rivière Wamme, affluent de la Lhomme.